# Уместан
Уместан  — бізнес-парк в Умео, Швеція.

## Опис
Заснований у 1998 році, після розформування військової частини, яка тут розміщувалася. Муніципалітет Умео купив всю область для того, щоб створити бізнес-центр і центр знань. Будівлі були відремонтовані, щоб задовольнити потреби сучасного бізнесу щодо комфорту, довкілля та ІТ. Бізнес-парк містить близько 40 будівель, які мають близько 120 різних орендарів. Близько 3 000 осіб відвідують цей район кожен день.

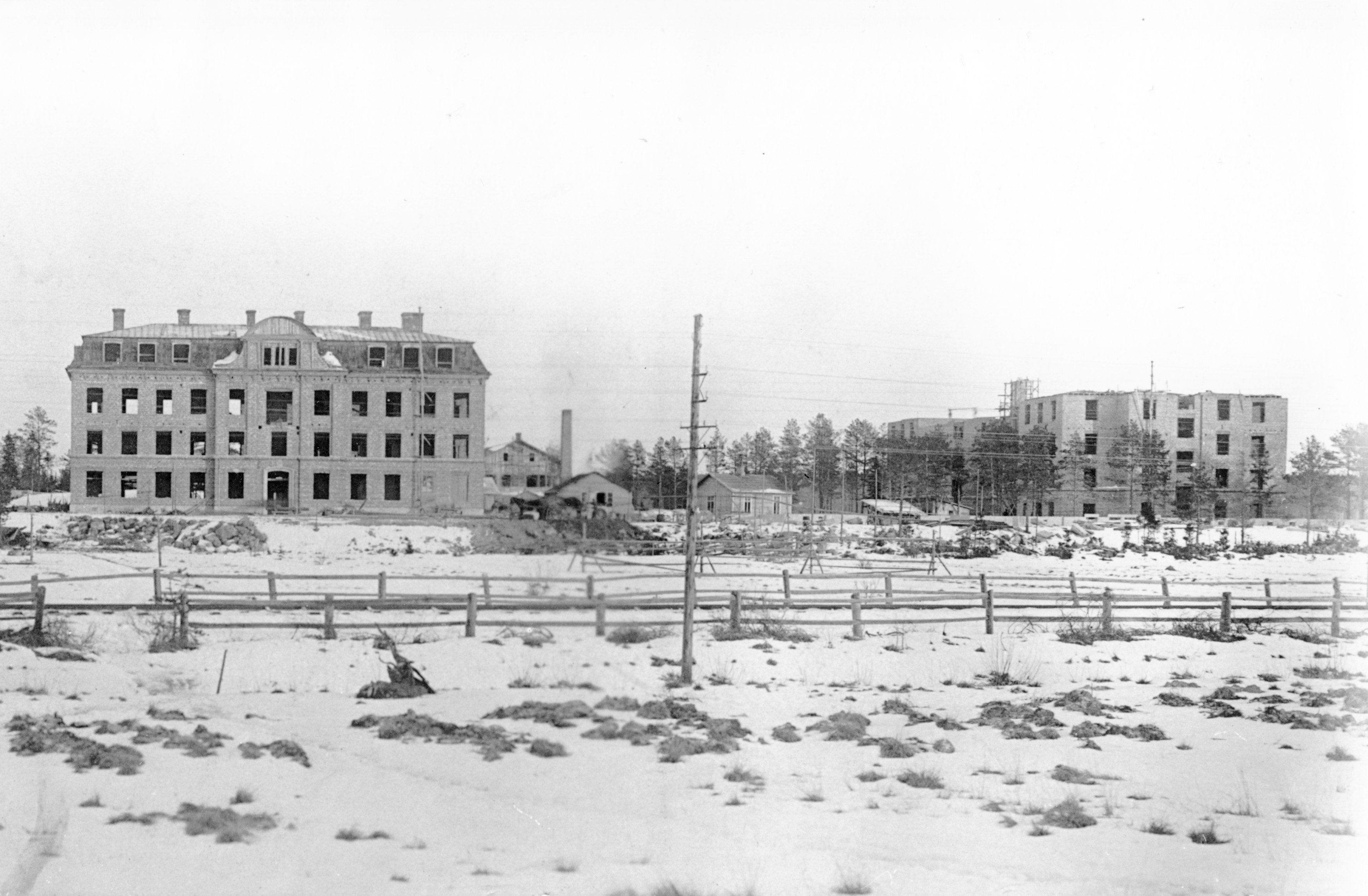
Будівництво Вестерботенських казарм в 1907 році.

У 2012 році Муніципалітет Умео продав парк в Лерстені за близько 470 млн крон.